# 專家派遣
專家派遣（英語：interim management, interim executive）是一種人才聘僱方式，乃由人力資源顧問公司提供臨時性的高階人才，藉其豐富的管理/專業技能，協助企業/機構解決問題，或完成變革的一種經濟、有效的短期人力解決方案。
專家派遣提供暫時性的管理資源和技能，可以視為任命一位經驗豐富的重量級臨時執行經理人來管理組織內的過渡狀態，幫助企業度過危機或變革時期。通常這種情況下，企業可能不需要正職的經理人，或者無法在短時間內找到合適的主管；同時，公司內部可能也沒有人有能力擔任該職位。
其和一般人力派遣最大的不同是，專家派遣多半是已退休的管理/專業人才
，以因應高專業度及高機動性的需求。這些退休管理/專業人才已被歐美日等先進國家成功地利用來提升國內外中小企業及機構的競爭力。這些被派遣的專業人士在工作上較重視工時的彈性而非實質金錢回報，並且他們經濟獨立、有創意、積極主動，想要傳授專業知識以幫助他人貢獻社會，在退休後仍持續發揮己長，透過參與國內外的活動獲取第一手資訊 

## 歷史
專家派遣的歷史可追溯至古羅馬時代，古羅馬稅吏會與「羅馬承包商」一起建造與維護公共建築、供應海外軍隊或徵收特定稅捐（如什一稅與關稅），這種類型的合約制度在西元前三世紀就已經建立。
近代實務上的專家派遣出現於1970年代中後期，當時要解雇荷蘭的勞工必須在極長的保護期間之前就要提前通知續聘或解聘當事人，導致公司面臨高額的資遣費用；因此，專家派遣成為一個理想的解決方案。專家派遣是由荷蘭顧問公司Boer and Croon開始在歐洲引進，運用在該公司所管理的策略專案中，針對完成運營以及實施導入所提出的建議方式。面對法令對於聘任和解僱主管人員的嚴苛限制，以及對於靈活性和速度的極端需求，能夠在有限的時效內和較短的解聘預告期之間掌握高階管理人員的解決方案，專家派遣是一項理想的選擇。
由於專家派遣在荷蘭的成功經驗，Boer and Croon於1987年2月與高階獵才顧問公司Egon Zehnder International、私募基金Euroventures簽署合資協議，成立一家新公司- EIM(Executive Interim Management)，該公司的宗旨就是要借助Egon Zehnder International的全球分公司網絡，將專家派遣服務推廣到世界各地。
1980年代開始，以專家派遣做為資源配置工具的概念與運用受到學術研究機構、政策制訂、執行單位的關注。Atkinson 於1984年提出一種新版的組織設計，由核心勞動力和外圍勞動力組合運用，並且在國際間採用不同形式(有彈性)的合約關係，建立了一種不同以往的國際性聘僱關係。
專家派遣在地緣政治變化中獲益的一個例子是：1989年東西德統一後，德國顧問公司運用派遣專家來協助企業私有化，當時東德引用了擁有管理及領導經驗的派遣專家來協助重整公營企業。1990年代以後包括東西德合併、經濟蕭條到之後新經濟誕生的期間，德國持續大量引用專家派遣以解決當時的經濟問題。一個著名的例子是Bruns在他的著作《創新的專家派遣》中提到：2001年德國以專家派遣模式讓Helmut Sihler至德國電信公司擔任短期的CEO。
進一步的研究案例包括Kalleberg(2000)研究派遣人員、約聘人員與兼職人員；以及Bosch(2004)研究西歐的「僱傭」關係。

## 使用專家派遣的時機與場合
專家派遣可以運用在許多情境上，例如危機管理、管理變革或轉型、在職者突然離職、生病、死亡或休長假、接班人計劃、新創企業、企業擴大規模、公司上市或合購併、目標管理及專案管理。專家派遣的任務幾乎是五花八門，派遣專家的技能範疇也是包山包海。
專家派遣的觀念已深植於英國、德國、比利時等歐洲國家，且在其他國家快速成長，尤其是澳洲、美國、法國及愛爾蘭。根據 Michael Page 專家派遣的統計，2011年西班牙的派遣專家人數增加了68%，並且在2013年成立了第一個名為「西班牙專家派遣協會」的組織。在奈及利亞，企業與專家派遣學院已獲得聯邦教育部的批准，根據1990年聯邦政府第一號法令成立，旨在促進非洲的企業與專家派遣業務。
國內外專家派遣組織:
國外:
專家派遣組織在歐盟通常稱為Senior Expert organization / Senior Executive organization。1993年10月歐盟執委會跟歐洲退休專家組織聯盟簽立合約，包含荷蘭的NMCP、英國的BESO、法國的ECTI、義大利的ECTI，與德國的SES，這些組織多由國內退休專業人才組成(技術/管理)以志願方式服務國內外中小企業(技術提升)與青年(就業)等，透過計畫鼓勵這些組織能夠給予東歐國家的中小企業面對面的專業協助。
- 日本花甲自願者協會（シルバーボランティアズ）
- 印度工業聯合會在2012年開始計畫Senior Expert Advisory Service (SEAS)是以SES 為模型參考。
- INIMA－專家派遣協會國際網絡於2020年12月成立，所有領先的歐洲專家派遣協會都是INIMA的合作夥伴。INIMA代表九個國家，擁有超過2,500名執業派遣專家，其中許多專家派遣人才都在國際間流動跨國工作。INIMA與現有的國際組織不同之處在於，它本身就是由派遣專家來負責營運的組織。INIMA作為一個非營利組織，其合作夥伴擁有共同的原則、價值觀和行為準則。INIMA 支持跨境合作，以推動專家派遣的專業發展，促進協會成員之間的知識交流，INIMA鼓勵會員彼此溝通並分享經驗、案例和能力。

其中德國的SES的成果斐然:
- SES 係由德國工商總會(DIHK)在德國聯邦經濟合作暨開發援助部(BMZ)的支援下於1983年1月成立。經過1986、2003兩次重組加入德國手工業聯合會(ZDH)、德國雇主協會聯合會(BDA)等入股。
- 總部位於德國波昂，德國有14個辦事處，全球超過140個代表。在2013年已經登入超過1萬1千名專家(超過50個行業別)，當年執行超過(國內+國外)3,800件專家派遣項目。
- 這些退休人士主要在中小型企業和職業培訓及衛生事業機構工作，但也為一些組織如德國國際合作公司(GIZ)服務。這種志願服務一般為期三到六周，主要前往非洲、亞洲、拉丁美洲和中東歐。成立30年間已經在160個國家開展了約30,000次服務行動。如今這個基金會據稱已成為德國輸送退休專家志願者的最大組織。

台灣:
- 人力仲介公司提供專家派遣工作（5070專家派遣[12]、1111等）。
- 企業內部回流派遣（如中鋼長青資源服務處）
- 退休專業人才個體戶講師（南部管顧業此情形頻繁）
- 加入法人機構（中衛中心/精密機械研發中心→M-team)

## 專家派遣的價值
基於幾項因素使得企業/機構越來越喜歡使用專家派遣，且對組織來說成本相對低廉；然而，不同性質的專家派遣（臨時工作、自由工作者，契約人員或顧問）所帶來的利益不同，以下是幾項專家派遣的典型價值
1. 變革的觸媒：派遣專家多來自著名的國際性大公司，具有成功的實務經驗以及在世界尖端組織的歷練  ；同時，透過董事會或準董事會層級運作，賦予派遣專家權力和信任，可以為企業帶來變革的觀念與示範，實現重大變革或渡過難關。即使工作和決策再困難，派遣專家也會利用自己的專業和方法積極地為客戶的企業提升價值與競爭力。
2. 速度：當時間緊迫時，可在幾日內派出派遣專家，非一般招募需花幾週或幾個月的時間。且派遣專家的豐富經驗與專業，使其快速的進入狀況，有效率的完成專案。
3. 專業：派遣專家的資歷遠遠超過其所承擔的職務，能引進不同的技術與知識，以解決特定的技能差距或問題。他們的經驗與專業能從專案一開始就為組織帶來顯著的影響力，充分提高成功的機率。
4. 客觀性：派遣專家不受制於組織文化與政治的束縛，能夠無私地提供嶄新的建議、貢獻專長，專注於籌畫最佳解決方案，不會對現任的管理團隊產生威脅，也不會故意拖延時間。派遣專家不是純粹的顧問角色，而是負責管理特定業務或專案的短期經理人，他們只對結果負責。
5. 效率：派遣專家可以「彈性工時」或「部分工時」的方式工作，特別是在中小型組織中，每週可能只需要他們貢獻一到兩天的時間。彈性或部分工時不僅可以有效提高工作效率，也為公司節省成本。
6. 投資報酬：派遣專家以其技術和專業為組織解決問題、提供服務或降低風險，帶來有意義的「投資報酬」增加價值。派遣專家的薪酬乃是基於執行任務、完成目標，而非基於出勤率。
7. 承諾：派遣專家是靠口碑推薦與成功的參考案例才能持續接到案子，他們會保持高度的專業，因為每一次成功地完成專案都攸關他們切身的利益。這點對組織內部的約聘人員形成鮮明的對比，因為約聘人員是以轉任全職工作為目的，或只想多賺鐘點費及增加履歷經驗。

## 專家派遣專案生命週期
不同的專家派遣在範疇與需求上各不相同，常見的有組織變革、「技術差距」專案、專案管理與變革管理。以下是專家派遣「專案生命週期」階段性任務說明，是專家派遣如何進入專案的典型流程。
專家派遣執行之初類似顧問諮商，之後類似專案管理，但派遣專家對個案的成功分析、提供合適解決方案與適切執行的職責，使專案執行的每個階段有別於其他顧問服務
1. 接案：需求企業和專家派遣顧問公司進行初步接觸，評估並確認企業客戶是否有聘請派遣專家來解決問題的需求，並幫助需求企業對派遣專家可以貢獻的範圍有「初步」的評估。這種評估可能需要雙方不只一次的討論，還可能包含盡職調查和面試過程，以確保派遣專家的適任性，從而有機會逐步進入狀況。
2. 診斷：派遣專家需花幾天的時間診斷組織目前的狀況、問題的成因以及企業客戶的需求。在此階段對「目前的狀況」及用甚麼方法解決有更深入的理解。除需求單位最初提到的問題，此時將有不同的問題及困難浮現出來。診斷「技術差距」的同時，可能需同步處理即時的問題。
3. 提案：派遣專家針對問題提出更詳細的提案，其通常是對症下藥，非需求單位的原始要求，且挑戰客戶對情況的掌握度。如提案內容和「初步接案」有很大的差異，其解決方法對派遣專家的要求會不同，或專案執行的結果可能亦不同。
4. 執行：派遣專家負責管理專案、執行並解決問題，跟催進度及定時追蹤客戶的反饋。派遣專家儘量深入案件的不同面向，但是仍保持獨立的身份。他們可能要帶領團隊、執行專案、處理危機、轉型變革，或者只是暫時兼代職務。但是派遣專家不涉入組織的政治與文化，只專注於手上的任務。
5. 結案：於結案前派遣專家和需求企業確認目標已達成，了解客戶滿意度。這個階段需提供知識轉移、培訓，尋找並決定專案落實後的執行者，及在過程中組織人員的學習經驗。派遣專家著重於專案的成功，而非任期的長短。通常派遣專家與需求企業的關係到專案完成時即結束。派遣專家也許後續會以顧問角色持續不定期的協助需求企業；有時，派遣專家會再度接到後續的案子或新的案子，再次啟動新專案的流程。

## 相關連結
- SES: Senior Experten Service德國高階專家組織  (http://www.ses-bonn.de/en/about-us.html （页面存档备份，存于）; https://web.archive.org/web/20141229080814/http://www.ses-bonn.de/cnorganization.html)
- PUM Netherlands Senior Experts 荷蘭高階專家組織 (https://www.pum.nl/content/Organisation-EN （页面存档备份，存于）)
- BESO British Executive Service Overseas 英國海外高階專家服務組織 (http://www.beso.org/ （页面存档备份，存于）)
- ECTI French Senior Volunteers Organization 法國高階專家服務組織 (https://web.archive.org/web/20141229180742/http://www.ecti.org/3-24579-Organization.php)
- 5070專家派遣 台灣社會型高階專家服務顧問公司 (https://www.5070.com.tw/interim-management/ （页面存档备份，存于）)
- JSV Japan Silver Volunteers Inc日本花甲協會 (http://www.jsv.or.jp/ （页面存档备份，存于）)
- Deutschland通往德國之路 (https://www.deutschland.de/zh-hans/topic/zheng-zhi/fa-zhan-yu-dui-hua/tui-xiu-zhuan-jia-fu-wu-zai-quan-shi-jie-kai-zhan-xing-dong%5B%5D)